# Meioneta habra
Meioneta habra là một loài nhện trong họ Linyphiidae.
Loài này thuộc chi Meioneta. Meioneta habra được George Hazelwood Locket miêu tả năm 1968.